# David Handley
David „Dave“ Handley (* 3. Februar 1932 in Birmingham; † 9. März 2013 in Bracknell) war ein britischer Radrennfahrer und nationaler Meister im Radsport.

## Sportliche Laufbahn
Handley war Bahnradsportler, seine Spezialdisziplin war der Sprint.
1960 war Handley bei den Olympischen Sommerspielen in Rom am Start. Dort startete er im Tandemrennen mit Eric Thompson. Beide belegten den 5. Platz.
1954 gewann er die White Hope Sprint Trophy, das wichtigste nationale Sprintturnier für britische Nachwuchsfahrer. 1955 siegte er im Manchester Grand Prix. Den nationalen Titel im Tandemrennen gewann er 1957 mit William Towers.
In der Champion of Champions Trophy 1960 wurde er Zweiter hinter Léo Sterckx aus Belgien. Bei den UCI-Bahn-Weltmeisterschaften gewann er die Bronzemedaille im Sprint hinter dem Sieger Sante Gaiardoni. 1961 gewann er der Großen Preis von Dresden im Rahmen der Wettkampfserie des Großen Preis der DDR. 1962 wurde er Vize-Meister bei den nationalen Sprintmeisterschaften hinter Karl Barton.
Später war er Manager und Trainer des Polytechnic CC.